# Эрран (Колумбия)
Эрран (исп. Herrán) —город и муниципалитет в северо-восточной части Колумбии, на территории департамента Северный Сантандер. Входит в состав Юго-Восточного субрегиона.

## История
Поселение, из которого позднее вырос город, было основано 6 ноября 1860 года Хосе Антонио Баутистой Патиньо. Муниципалитет Эрран был выделен в отдельную административную единицу в 1911 году.

## Географическое положение

Муниципалитет Эрран

Город расположен в юго-восточной части департамента, в горной местности Восточной Кордильеры, на расстоянии приблизительно 40 километров к югу от города Кукута, административного центра департамента. Абсолютная высота — 1960 метров над уровнем моря.
Муниципалитет Эрран граничит на севере с территорией муниципалитета Рагонвалия, на западе — с муниципалитетом Чинакота, на юго-западе и юге — с муниципалитетом Толедо, на востоке — с территорией Венесуэлы. Площадь муниципалитета составляет 112 км².

## Население
По данным Национального административного департамента статистики Колумбии, совокупная численность населения города и муниципалитета в 2015 году составляла 4045 человек.
Динамика численности населения муниципалитета по годам:
| 2005 | 2006 | 2007 | 2008 | 2009 | 2010 | 2011 | 2012 | 2013 | 2014 | 2015 |
| ---- | ---- | ---- | ---- | ---- | ---- | ---- | ---- | ---- | ---- | ---- |
| 4501 | 4443 | 4388 | 4347 | 4296 | 4258 | 4220 | 4176 | 4135 | 4095 | 4045 |

Согласно данным переписи 2005 года мужчины составляли 52 % от населения Эррана, женщины — соответственно 48 %. В расовом отношении белые и метисы составляли 99,95 % от населения города; негры, мулаты и райсальцы — 0,05 %.
Уровень грамотности среди всего населения составлял 90,5 %.

## Экономика
Основу экономики Эррана составляет сельское хозяйство.
60,3 % от общего числа городских и муниципальных предприятий составляют предприятия торговой сферы, 27,4 % — предприятия сферы обслуживания, 12,3 % — промышленные предприятия.